# 20 santīmu
20 santīmu (forkortet 20 s) er en underenhed af lats i Letland. 
Mønten har en diameter på 21,5 mm, den vejer 4 g og består af en legering af kobber, zink og nikkel. Den er guldfarvet og har en glat rand.
- 20 santīmu

Kunstnerne bag designet er Gunārs Lūsis og Jānis Strupulis. 
På den ene side ser man i midten et billede af Letlands mindre våbenskjold og rundt om det står der Letlands republik (Latvijas Republika). Under våbenskjoldet står der årstallet for prægningen imellem to prikker. 
På den anden side ser man i midten et 20-tal, hvorunder der står SANTĪMU, til højre og venstre for 20-tallet ser man to etnografiske sole, derimellem er der 5 halvcirkler (som symboliserer arbejdstiden). 
Mønten er blevet præget i 1992 af Bayerisches Hauptmünzamt i Tyskland og i 2007 af Real Casa de Moneda i Spanien.
Santīms er et lettificeret låneord fra fransk(centime).